# ひとよし春風マラソン
ひとよし春風マラソン（ひとよしはるかぜマラソン）は、熊本県人吉市で2004年から毎年2月に行われている市民マラソン大会である。

## 概要
前身は、人吉市民の健康増進を目的に、2003年まで毎年1月に開催されていた「人吉新春マラソン大会」である。2004年から地域スポーツ・観光・物産振興を目的とした大会に一新、大会名を「人吉温泉マラソン」に変更し、毎年2月と3月の2か月間、人吉球磨地方で開催される観光イベント「人吉球磨はひなまつり」のイベントの一つとして、毎年2月中旬の日曜日に実施されている。コースも一新され、「人吉球磨はひなまつり」のメイン会場である市内中心部の九日町通りや球磨川沿いを走るコースに変更された。
2008年開催の第5回大会から、大会の知名度を上げる為、大会名を公募し、現在の大会名となった。それ以降、地元のボランティアによる参加者へのおもてなしや地道な熊本県内外でのPR活動などの効果もあって、申込者は年々増加し、当初は2千人規模だったが、6千人を超える大会に成長した。
毎年招待選手として、（人吉市出身の永山忠幸が監督を務める）ワコール女子陸上部所属の選手が参加している。また第9回大会（2012年）には、タレントの間寛平や人吉ゆかりの女子プロボクサーの黒木優子がゲストランナーとして参加した。
大会参加者には、全員に参加賞として、大会記念品（大会名がプリントされたTシャツやスポーツタオル）と食事券、温泉入浴券（提示により、協賛している市内にある温泉施設・公衆浴場・ホテル・旅館にて無料で温泉に入浴できる）が進呈される他、地元のボランティアによる手作りの汁物（第4回大会（2007年）以前は豚汁、第5回大会（2008年）以降は人吉球磨地方に伝わる郷土料理のつぼん汁）などが無料で提供される。
新型コロナウイルス感染症の影響で、2020年9月に実行委員会は、2021年開催の第18回大会を中止とすることを決定。また次回の大会以降、名称を「ひとよし温泉マラソン」へ変更。しかしそれ以降もコースの劣化により安全確保が難しい事等を理由に中止を継続

## 運営
- 主催 : ひとよし春風マラソン実行委員会
- 共催 : 人吉市、人吉市教育委員会、人吉商工会議所、一般社団法人人吉温泉観光協会、NPO法人人吉市体育協会、人吉市陸上競技協会
- 後援 : 人吉物産振興協会、NHK熊本放送局、在熊民放各社（RKK・kkt・KAB・TKU）、西日本新聞社、人吉新聞社

## 参加資格
- 小学1年生以上で、健康に自信がある方。

## 種目
- 2kmの部
  - ファミリーの部（小学1年生以上、保護者同伴で参加）
  - 小学生女子（小学4～6年生）
- 3kmの部
  - 小学生男子（小学4～6年生）
  - 中学生女子
  - 高校生女子
  - 一般女子18～39歳以下
  - 一般女子40歳以上
  - 一般男子18～39歳以下
  - 一般男子40歳以上
- 5kmの部
  - 高校生男子
  - 一般女子18～39歳以下
  - 一般女子40～49歳以下
  - 一般女子50歳以上
  - 一般男子18～39歳以下
  - 一般女子40～59歳以下
  - 一般男子60歳以上
- 10kmの部
  - 高校生男子
  - 一般女子18～39歳以下
  - 一般女子40～49歳以下
  - 一般女子50歳以上
  - 一般男子18～39歳以下
  - 一般女子40～59歳以下
  - 一般男子60歳以上
- ハーフの部
  - 一般女子18～39歳以下
  - 一般女子40～49歳以下
  - 一般女子50歳以上
  - 一般男子18～39歳以下
  - 一般女子40～59歳以下
  - 一般男子60歳以上